# Институт Гутмахера
Институт Гутмахера — исследовательская организация, выступающая за репродуктивный выбор, основанная в 1968 году, которая занимается изучением, обучением и продвижением сексуального и репродуктивного здоровья и прав. Организация работает в основном в Соединённых Штатах, но также ориентируется на развивающиеся страны. Институт Гутмахера использует исследования для поддержки разработки политики и реформирования программ. Институт назван в честь акушера-гинеколога и бывшего президента организации Planned Parenthood Алана Ф. Гутмахера. Институт Гутмахера имеет множество источников финансирования на национальном и международном уровнях. Один из крупнейших проектов Института — ведение постоянного списка законов и политики в области репродуктивного здоровья на всей территории Соединённых Штатов.

## История
Основанный в 1968 году, Институт Гутмахера первоначально назывался Центром развития программ планирования семьи и был отделением организации Planned Parenthood . После смерти Алана Гутмахера Центр развития программ планирования семьи был переименован и стал независимой некоммерческой организацией . В 2007 году институт официально отделился от Planned Parenthood.

## Деятельность
Институт Гутмахера постоянно обновляет свой анализ государственных и национальных законов и политики в отношении контрацепции и абортов. Институт ведёт учёт ограничений на репродуктивное здоровье, введённых разными штатами США. Организация также хранит данные о том, как на подростков влияет беременность, и о количестве подростков, использующих противозачаточные средства. На международном уровне Институт Гутмахера использует методики для приблизительного определения количества абортов в местах, где данные недоступны или аборты происходят за пределами медицинских учреждений.
В 2013 году Национальные институты здравоохранения США предоставили ему грант Центра народонаселения в поддержку Центра исследований в области народонаселения, инноваций и распространения информации. Институт Гутмахера ежегодно с 2010 года получает наивысший 4-звездочный рейтинг Charity Navigator. В 2011 и 2013 годах Институт был назван организацией номер один в области репродуктивного здоровья по версии Philanthropedia.

## Финансирование
Институт был впервые основан в 1968 году как часть программы Planned Parenthood, которая была его единственным источником финансирования. После того, как Институт Гутмахера стал независимым от Planned Parenthood в 2007 году, организация получила менее 1 % своего финансирования от Planned Parenthood в 2010 году. Сейчас большая часть финансирования поступает через частные фонды, базирующиеся в Соединённых Штатах. Другое финансирование поступает от международных организаций, таких как Всемирная организация здравоохранения и Всемирный банк. Институт Гутмахера получил 3,9 миллиона долларов в период с 1986 по 2015 год от Фонда Макартуров, в том числе 13 грантов в области народонаселения и репродуктивного здоровья.

## Независимость
Институт Гутмахера не связан с какой-либо политической партией, поэтому он беспартийный в строгом смысле этого слова. Организация работает над тем, чтобы «обеспечить всем женщинам возможность осуществлять свои репродуктивные права и обязанности», что ставит их в ряды защитников прав на аборт. Однако, согласно Factcheck.org, Институт Гутмахера «предоставляет наиболее авторитетные статистические данные о сексуальном здоровье женщин и мужчин. Его данные об абортах широко цитируются в средствах массовой информации, а также обеими сторонами общественной дискуссии»